# 平野研 (経済学者)
平野 研（ひらの けん）は、日本の経済学者。北海学園大学経済学部教授。専門は、ラテンアメリカ経済、世界経済論。北海道出身。国立研究開発法人産業技術総合研究所の研究者の平野研 (工学者)とは別人物。
北海道大学経済学部卒業（唐渡興宣ゼミ）。1998 年北海学園大学大学院経済学研究科経済学専攻修士課程修了（指導教授：森本正夫）。2006 年北海道大学大学院経済学研究科経済学専攻博士課程単位取得中退（指導教授：唐渡興宣）。2006 年より北海学園大学経済学部専任講師。2009 年北海学園大学経済学部准教授。2015年北海学園大学経済学部教授。